# Ksaverivka Druha, Vasîlkiv
Ksaverivka Druha (în ucraineană Ксаверівка Друга) este un sat în comuna Ksaverivka din raionul Vasîlkiv, regiunea Kiev, Ucraina.

## Demografie
Componența lingvistică a localității Ksaverivka Druha
     Ucraineană (96,44%)
     Română (2,22%)
     Rusă (1,33%)
Conform recensământului din 2001, majoritatea populației localității Ksaverivka Druha era vorbitoare de ucraineană (96,44%), existând în minoritate și vorbitori de română (2,22%) și rusă (1,33%).